# حجب جغرافي

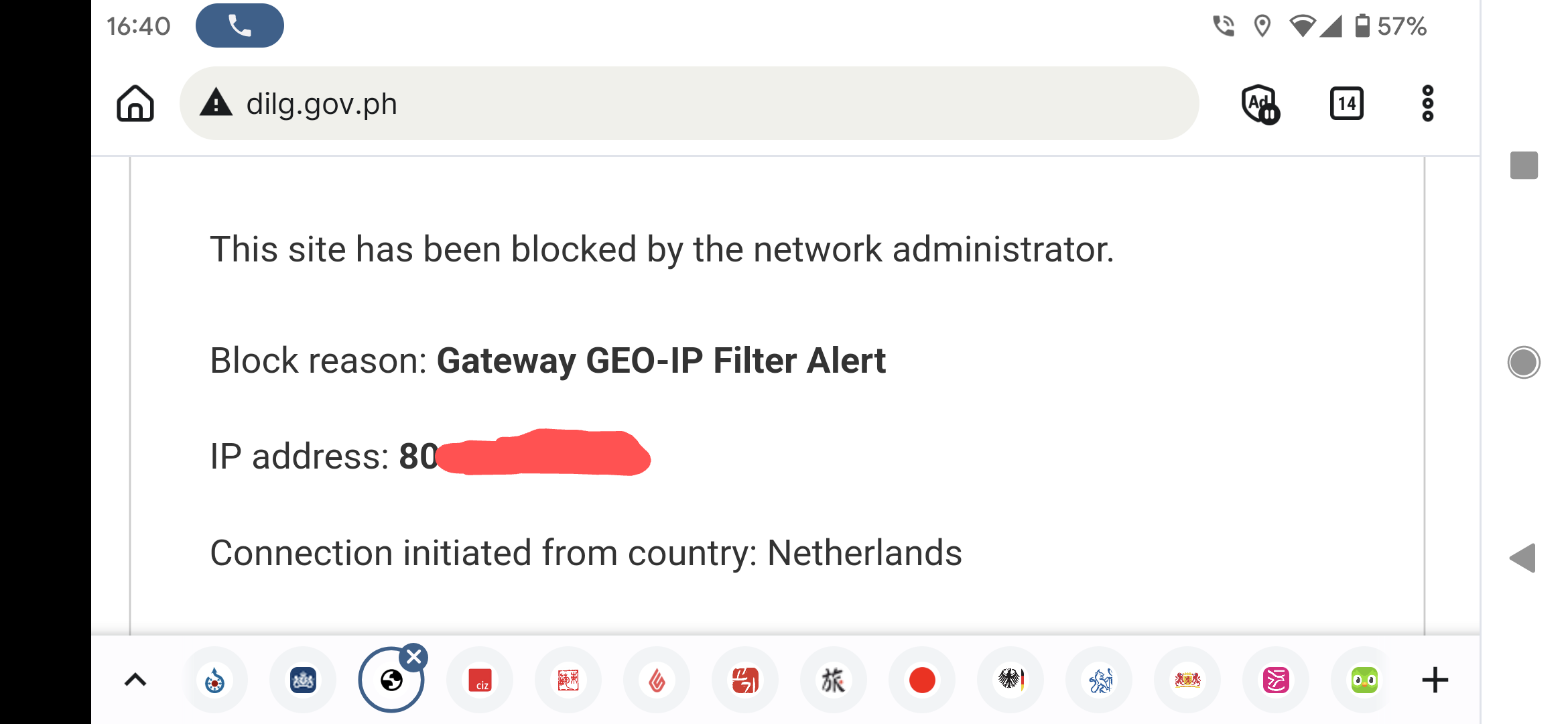
وزارة الداخلية والحكم المحلي لجمهورية الفلبين تقوم بحظر جميع محاولات الوصول إلى موقعها (لاحظ اسم النطاق) الإلكتروني من هولندا. تم حظر هذا الموقع بواسطة مسؤولي الشبكة في الفلبين. سبب الحظر: تنبيه تصفية جغرافي-IP للبوابة. عنوان IP: 80

الحجب الجغرافي أو الحظر الجغرافي هو تقنية تقيد الوصول إلى محتوى الإنترنت بناءً على الموقع الجغرافي للمستخدم. في نظام الحجب الجغرافي يتم تحديد موقع المستخدم باستخدام تقنيات تحديد الموقع الجغرافي، مثل التحقق من عنوان الأي بي الخاص بالمستخدم مقابل قائمة سوداء أو قائمة بيضاء، والحسابات، وقياس التأخير من طرف إلى آخر لاتصال الشبكة لتقدير الموقع الفعلي للمستخدم. تُستخدم نتيجة هذا الفحص لتحديد ما إذا كان النظام سيوافق على الوصول إلى موقع الويب أو يرفض الوصول إليه أو إلى محتوى معين. يمكن أيضًا استخدام الموقع الجغرافي لتعديل المحتوى المقدم، على سبيل المثال، العملة التي يتم نقل البضائع بها، أو السعر أو مدى البضائع المتاحة، إلى جانب الجوانب الأخرى.

## التجاوز
كما هو الحال مع أشكال الرقابة على الإنترنت الأخرى، يمكن تجاوز الحجب الجغرافي. عند استخدام ميزة الحجب الجغرافي المستندة إلى عنوان الأي بي، يمكن استخدام خدمات الشبكة الخاصة الافتراضية (شبكة خاصة افتراضية) وخدمات حجب الهوية (anonymizer) لتجاوز المجموعات الجغرافية. يمكن للمستخدم، على سبيل المثال، الوصول إلى موقع ويب باستخدام عنوان أي بي للولايات المتحدة من أجل الوصول إلى المحتوى أو الخدمات غير المتوفرة من خارج البلد.

## مشروعية تجاوز حجب الفيديو عبر الإنترنت

### الولايات المتحدة
إن قانونية تجنب الحظر الجغرافي للوصول إلى خدمات الفيديو الأجنبية بموجب قوانين حقوق النشر المحلية غير واضحة وتختلف باختلاف البلد. أكد أعضاء صناعة الترفيه (بما في ذلك المذيعون والاستوديوهات) أن استخدام الشبكات الخاصة الافتراضية والخدمات المماثلة لتجاوز الحجب الجغرافي بواسطة خدمات الفيديو عبر الإنترنت يعد انتهاكًا لقوانين حقوق النشر، لأن الخدمة الأجنبية لا تمتلك حقوقًا في جعل محتواها متاح في بلد المستخدم، وبالتالي ينتهك ويقوض الحقوق التي يملكها صاحب حقوق محلي. عادةً ما يعتبر الوصول إلى خدمات الفيديو عبر الإنترنت من خارج البلد الذي تعمل فيه انتهاكًا لشروط الاستخدام الخاصة بكل منها؛ طبقت بعض الخدمات تدابير لمنع مستخدمي في بي إن، على الرغم من وجود استخدامات مشروعة لخدمات الوكيل هذه، على افتراض أنهم يستخدمونها لتجنب الحجب الجغرافي.

### الاتحاد الأوربي
في 6 مايو 2015، أعلن الاتحاد الأوروبي اعتماد إستراتيجيته «السوق الرقمية الموحدة»، والتي من بين التغييرات الأخرى، تهدف إلى وضع حد لاستخدام الحظر الجغرافي «غير المبرر» بين دول الاتحاد الأوروبي، بحجة أن «الكثير من الأوروبيين لا يمكنهم استخدام الخدمات عبر الإنترنت المتوفرة في دول الاتحاد الأوروبي الأخرى، غالبًا دون أي مبرر؛ أو يتم إعادة توجيهها إلى متجر محلي بأسعار مختلفة. لا يمكن أن يوجد مثل هذا التمييز في السوق الموحدة.»  ومع ذلك، فإن المقترحات الصادرة عن المفوضية الأوروبية في 25 مايو 2016 استبعدت الترخيص الإقليمي للأعمال السمعية البصرية المحمية بموجب حقوق الطبع والنشر من هذه الاستراتيجية.